# Sumpfmeerkatze

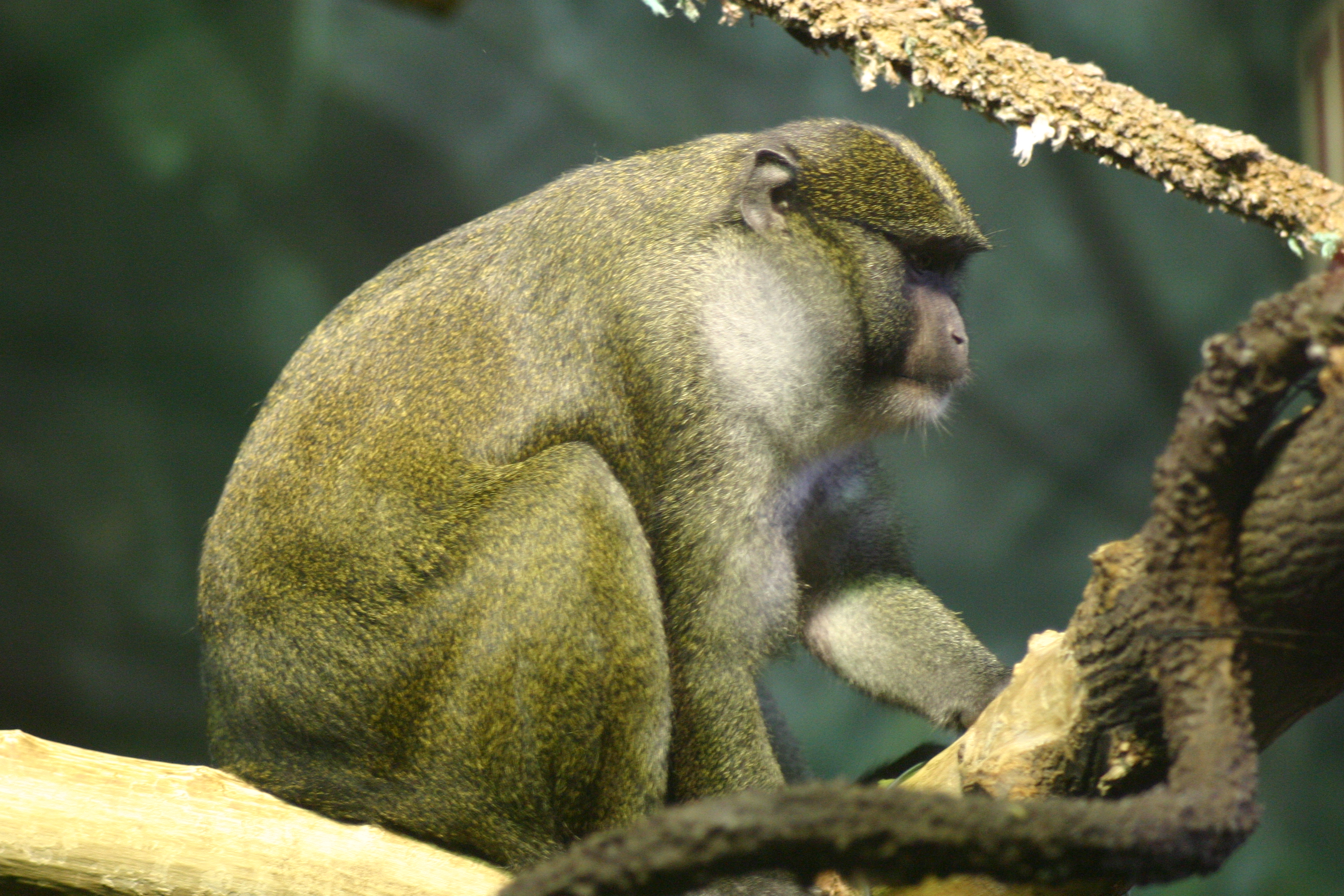
Sumpfmeerkatze

Die Sumpfmeerkatze (Allenopithecus nigroviridis) ist eine Primatenart aus der Familie der Meerkatzenverwandten. Sie ist die einzige Art der Gattung Allenopithecus. Es ist eine urtümliche, vorwiegend in Sumpfwäldern im mittleren Afrika lebende Primatenart. Systematisch bildet sie das Schwestertaxon aller übrigen Meerkatzenartigen.
Der wissenschaftliche Gattungsname ehrt den Zoologen Joel Asaph Allen (1838–1921).

## Beschreibung
Sumpfmeerkatzen sind eher kräftig gebaute Tiere, ihr Fell ist an der Oberseite graugrün und an der Unterseite weiß gefärbt. Das Gesicht ist rosa, lange Haarbüschel an den Backen erwecken einen mähnenartigen Eindruck. Kleine Schwimmhäute an Fingern und Zehen deuten auf ihre teilweise aquatische Lebensweise hin. Zu den urtümlichen Merkmalen zählen die breiten Molaren und die Regelschwellung der Weibchen. Sumpfmeerkatzen erreichen eine Kopfrumpflänge von 40 bis 51 Zentimeter, dazu kommt noch ein 35 bis 52 Zentimeter lange Schwanz. Wie bei anderen Primaten sind die Männchen mit einem Gewicht von bis zu 6 Kilogramm erheblich schwerer als die Weibchen, die 3,5 Kilogramm erreichen.

## Verbreitung und Lebensraum
Sumpfmeerkatzen leben im Kongobecken, genauer im Nordosten der Republik Kongo und im Westen der Demokratischen Republik Kongo. Ihr Lebensraum sind zeitweilig überflutete Sumpf- und Flusswälder.

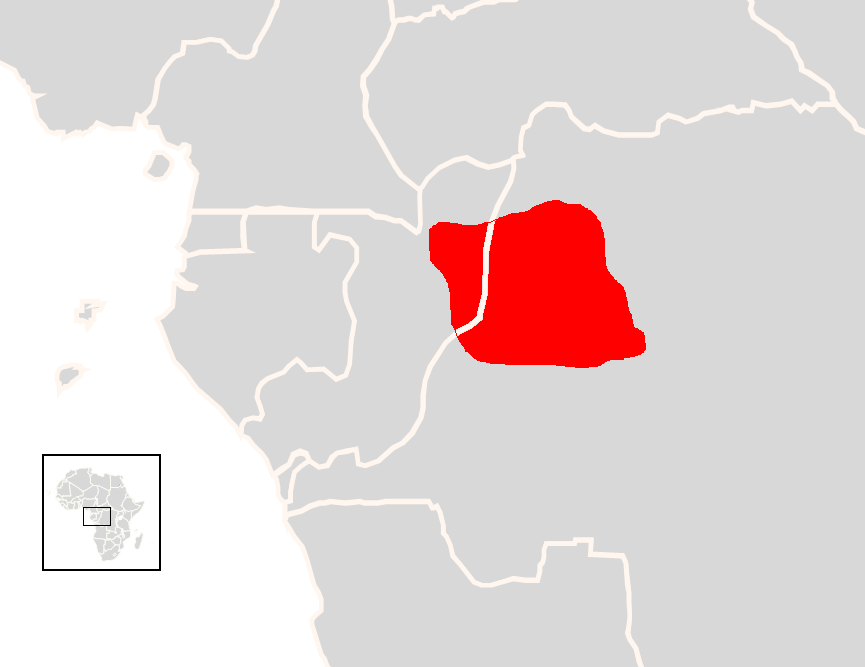
Verbreitungskarte der Sumpfmeerkatze

## Lebensweise
Sumpfmeerkatzen sind tagaktive Tiere, sie suchen ihre Nahrung vorwiegend auf dem Boden. Sie bewohnen sumpfige, wasserreiche Gebiete und können auch gut schwimmen, wobei sie bei Gefahr untertauchen. Sie leben in Gruppen von bis zu 40 Tieren. Wahrscheinlich handelt es sich bei ihnen um soziale Tiere, die mit verschiedenen Rufen, Gesichtsausdrücken und Körperkontakt kommunizieren.
Die Nahrung besteht aus Früchten, Blättern sowie Wirbellosen (Käfer, Würmer).
Die Weibchen bringen ein einzelnes Jungtier zur Welt, dieses wird mit rund drei Monaten entwöhnt und ist nach drei bis fünf Jahren geschlechtsreif. Das höchste bekannte Lebensalter einer Sumpfmeerkatze betrug 23 Jahre.

## Bedrohung
Zu den natürlichen Feinden der Sumpfmeerkatzen zählen Greifvögel, Schlangen und auch Bonobos. Im Gegensatz zu anderen Primatenarten ist ihr sumpfiger Lebensraum nicht so stark der Gefahr der Rodung der Wälder ausgesetzt. Allerdings werden sie wegen ihres Fleisches gejagt. Die IUCN listet die Sumpfmeerkatze als gering gefährdet.